# Csajág
Csajág là một thị trấn thuộc hạt Veszprém, Hungary. Thị trấn này có diện tích 22,37 km², dân số năm 2010 là 831 người, mật độ 37 người/km².